# Metastelma guanchezii
Metastelma guanchezii là một loài thực vật có hoa trong họ La bố ma. Loài này được (Morillo) Liede & Meve mô tả khoa học đầu tiên năm 2001.